# SOM Multiespai
SOM Multiespai es un centro comercial y de ocio ubicado en el distrito de Nou Barris, en la ciudad de Barcelona, España. Inaugurado originalmente en 2001 bajo la denominación de Heron City Barcelona, el complejo fue reformado en 2018 y relanzado con una nueva identidad comercial y arquitectónica, pasando a llamarse SOM Multiespai. Desde entonces, el centro ha adoptado un modelo urbano híbrido, combinando espacios comerciales, de restauración y de entretenimiento con servicios públicos y deportivos.
Con una superficie aproximada de 34.000 m² de área comercial y de ocio, el recinto alberga 13 tiendas, 18 restaurantes, un multicine con 12 salas, un gimnasio, un hotel y un área de realidad virtual. Además, dispone de un aparcamiento subterráneo de 44.000 m² con capacidad para 1.600 vehículos y de amplias zonas comunes distribuidas en tres plantas. En su conjunto, SOM Multiespai se presenta como un punto de encuentro en el norte de Barcelona, con una oferta cultural, gastronómica y recreativa orientada a públicos diversos.

## Historia
El centro fue inaugurado el 20 de septiembre de 2001 bajo el nombre de Heron City Barcelona, como parte de un proyecto de centros de ocio promovido por la empresa británica Heron International, presente también en ciudades como Madrid y Valencia.
En sus primeros años, Heron City Barcelona combinaba una oferta de ocio, restauración y comercio con un multicine, zonas infantiles y eventos al aire libre, si bien con el tiempo el espacio fue perdiendo relevancia dentro del panorama comercial de la ciudad.
A partir de 2017 se inició un proceso de renovación con el objetivo de modernizar la infraestructura, mejorar la experiencia del visitante y reposicionar el complejo como un centro urbano multifuncional. En abril de 2018 se completó la reforma integral del edificio, que incluyó la transformación de sus espacios comunes, la reestructuración del mix comercial, la incorporación de nuevas zonas de ocio familiar y el rediseño de su identidad visual.
Como parte de ese proceso, el centro adoptó oficialmente el nombre de SOM Multiespai. Esta nueva denominación marcó un cambio de etapa orientado a consolidar el recinto como un referente de restauración, entretenimiento y servicios en el distrito de Nou Barris, con un modelo más integrador y adaptado a las dinámicas urbanas del entorno.

## Instalaciones y servicios
SOM Multiespai cuenta con una superficie total de aproximadamente 34.000 m² dedicada a actividades comerciales, de restauración y de ocio. El complejo integra un conjunto diverso de espacios distribuidos en tres niveles, en los que se combinan tiendas, restaurantes, zonas de entretenimiento, servicios urbanos y equipamientos complementarios.

### Comercio
El recinto alberga un total de 34 unidades operativas, que incluyen 13 tiendas. Entre las marcas presentes se encuentran Mango, Lefties, Sprinter, Pepco, Druni, Marco Aldany y Mercadona, además de servicios como farmacia, lavandería, veterinaria y estética.

### Restauración
SOM Multiespai ofrece 18 establecimientos de restauración distribuidos entre la planta superior y espacios exteriores. La oferta abarca desde comida rápida hasta cocina internacional, y está concebida como un punto de encuentro social, con terrazas, zonas cubiertas y acceso universal.

### Ocio y entretenimiento
El centro cuenta con un multicine operado por Cinesa, que dispone de 12 salas con tecnología de proyección de última generación y programación comercial. Incluye también la Selfie Plaza, un gimnasio Forus, una zona de realidad virtual Zero Latency, espacios pop-up y una agenda mensual de eventos familiares.

### Servicios e infraestructura
SOM Multiespai dispone de un aparcamiento subterráneo de 44.000 m² con capacidad para 1.600 vehículos, que incluye plazas para personas con movilidad reducida, motos y bicicletas. El complejo ofrece servicios complementarios como lockers de Amazon, AliExpress y Pudo, cajeros automáticos, zonas de descanso, parada de taxis, estaciones de Bicing y asistencia al visitante mediante WhatsApp.

## Accesos y transporte
SOM Multiespai se encuentra en el distrito de Nou Barris, en la zona norte de Barcelona, y dispone de múltiples opciones de acceso tanto en transporte público como en vehículo privado.

### Transporte público

#### Tren
- Líneas R3, R4, R7 y R12 de Rodalies de Cataluña, estación de Sant Andreu Arenal.

#### Metro de Barcelona
- L1 – Estación de Fabra i Puig
- L4 – Estación de Llucmajor
- L5 – Estación de Virrei Amat

#### Autobús urbano
- Líneas regulares: 11, 32, 34, 62, 96, 122, 132 (servicio de TMB)

#### Bicing
- Estaciones cercanas:

```
 * Estación 275 – Río de Janeiro
 * Estación 296 – Roselló i Porcel / Av. Meridiana
 * Estación 298 – Andreu Nin
 * Estación 300 – Maladeta
```

### Vehículo privado
- Accesos principales:

```
 * 
Ronda de Dalt
 (B-20), salida 1.
 * 
Avenida Meridiana
, salida Pintor Alsamora.
```

- Aparcamiento subterráneo gratuito (2 horas) con capacidad para 1.600 vehículos, incluyendo plazas para personas con movilidad reducida, motocicletas y bicicletas.[7][8]